# Izz ad-Din Mas'ud Ier
Izz ad-Din Mas'ud Ier († 1193) est un émir zengide de Mossoul de 1180 à 1193. Il était fils de Qutb ad-Dîn Mawdûd, émir de Mossoul.

## Biographie
Après la mort de Nur ad-Din, ses officiers avaient lutté entre eux pour prendre le pouvoir à Damas et Alep et Saladin en avait profité pour s’emparer de Damas. Saif ad-Din Ghazi II, émir de Mossoul, avait lui-même profité de ses troubles pour rejeter la suzeraineté d’Alep sur Mossoul L’année suivante, Saif ad-Din Ghazi, devenu le chef de la famille Zengide car le plus âgé, lui confie une armée et la mission de chasser Saladin de Syrie et de Damas. Il rallie au passage des contingents d’Alep et marche sur Hama. Saladin tente de négocier la cession d’Homs et d’Hamas contre la reconnaissance de la possession de Damas, mais Izz ad-Din Masud refuse, exigeant qu’il évacue Damas, et la bataille s’engage à Qurun Hama le 23 avril 1175 et tourne à l’avantage de Saladin.
Saif ad-Din Ghazi meurt le 29 juin 1180 en désignant pour lui succéder Izz ad-Din Mas’ud et écarte ainsi son fils, car il estime qu’un émir enfant ne peut pas faire face à Saladin. Le  4 décembre 1181, c’est son cousin As-Salih Ismail al-Malik, émir d’Alep qui meurt, lui léguant sa ville, contre l’avis de ses conseillers qui auraient préféré que ce soit son frère Imad ad-Din Zengi, émir de Sanjar. Cependant, face aux revendications et récriminations de son frère, il accepte de lui échanger Alep contre Sanjar, renonçant à réunifier la Syrie du Nord, ce qui lui aurait peut-être permis de reprendre Damas à Saladin. En effet, Hama se révolte contre le neveu de Saladin et ouvre ses portes à Ma’sud, et la population damascène est encore attachée à la dynastie zengide.
Le 10 novembre 1182, Saladin assiège Mossoul, après avoir pris Sanjar, mais cette expédition inquiète la plupart des potentats musulmans qui, par une action de masse, obligent Saladin à lever le siège de la ville. Le 12 juin 1183, Saladin entre dans Alep, après avoir conclu avec Imad ad-Din Zengi  l’échange d’Alep contre Sinjar.
En avril 1190, il répond à l’appel au jihad de Saladin en envoyant son armée commandée par son fils aider le sultan à tenter de rompre le siège de Saint-Jean-d’Acre par les croisés. Après la mort de Saladin, le 3 mars 1193, les deux princes zengides Imad ad-Din Zengi et Izz ad-Din Ma’sud tentent de se soustraire de la domination ayyoubide, mais la mort de Mas’ud, le 27 chaabane 589 après l’Hégire (soit le 28 août 1193) met fin à cette tentative.

## Postérité
Il laisse un seul fils connu, Nur ad-Din Arslan Shah († 1211), qui lui succède à Mossoul.

### Sources
- René Grousset, Histoire des croisades et du royaume franc de Jérusalem, Paris, Perrin, 1936 (réimpr. 1999)
  1. René Grousset, Histoire des croisades et du royaume franc de Jérusalem - I. 1095-1130 L'anarchie musulmane, Paris, Perrin, 1934 (réimpr. 2006), 883 p.
  2. René Grousset, Histoire des croisades et du royaume franc de Jérusalem - II. 1131-1187 L'équilibre, Paris, Perrin, 1935 (réimpr. 2006), 1013 p.
  3. René Grousset, Histoire des croisades et du royaume franc de Jérusalem - III. 1188-1291 L'anarchie franque, Paris, Perrin, 1936 (réimpr. 2006), 902 p.